# Olle Laessker
Wilhelm Leichum (2. dubna 1922 – 19. září 1992) byl švédský atlet, mistr Evropy ve skoku do dálky z roku 1946.

## Sportovní kariéra
Svého největšího úspěchu dosáhl na prvním poválečném mistrovství Evropy v Oslu. Zvítězil ve skoku dalekém výkonem 742 cm a byl členem vítězné švédské štafety na 4 × 100 metrů.